# Palazzo Medici a Materdei
Il palazzo Medici è un palazzo che si erge in piazzetta Materdei a Napoli, di fronte alla chiesa di Santa Maria di Materdei.
Fu costruito verso la fine del XVI secolo dalla famiglia Medici di Giugliano e fu ampliato nel XVII secolo.
Elemento degno di nota è la scala interna, abbellita da decorazioni e affreschi nelle volte e che presenta ancora gradini e caposcala in piperno.
Giovanni Battista Chiarini, curatore ottocentesco dell'opera di Carlo Celano su Napoli, riferisce che nell'appartamento del marchese di San Giovanni, che aveva ereditato il palazzo in quel periodo, era presente un'autentica pinacoteca, fornita di importanti quadri, tra cui una Sacra Famiglia di Raffaello, tre quadri di Mattia Preti e tele di Salvator Rosa e Giovanni Lanfranco.
Alla sinistra del palazzo sorge vico Medici, che prende il nome dal palazzo e che porta alla salita San Raffaele passando per la piazzetta di San Gennaro, dove sorgeva la chiesa di San Gennaro dei Cavalcanti.